# Taenaris diadema
Taenaris diadema är en fjärilsart som beskrevs av Hans Fruhstorfer 1903. Taenaris diadema ingår i släktet Taenaris och familjen praktfjärilar. Inga underarter finns listade i Catalogue of Life.